# Acmaeodera gibbula
Acmaeodera gibbula är en skalbaggsart som beskrevs av Leconte 1858. Acmaeodera gibbula ingår i släktet Acmaeodera och familjen praktbaggar. Inga underarter finns listade i Catalogue of Life.